# Бюльбюль-білохвіст
Бюльбю́ль-білохвіст (Baeopogon) — рід горобцеподібних птахів родини бюльбюлевих (Pycnonotidae). Представники цього роду мешкають в Західній і Центральній Африці.

## Види
Виділяють два види:
- Бюльбюль-білохвіст нігерійський (Baeopogon indicator)
- Бюльбюль-білохвіст конголезький (Baeopogon clamans)

## Етимологія
Наукова назва роду Chlorocichla  походить від сполучення слів лат. βαιος — малий і πωγων — борода.